# Narnaul
Narnaul is een nagar panchayat (plaats) in het district Mahendragarh van de Indiase staat Haryana. 

## Demografie
Volgens de Indiase volkstelling van 2001 wonen er 62.091 mensen in Narnaul, waarvan 53% mannelijk en 47% vrouwelijk is. De plaats heeft een alfabetiseringsgraad van 68%. 